# Шекспир, Мэри

Герб Арденов

Мэри Шекспир (урождённая Арден; англ. Mary Shakespeare ок. 1537 — сентябрь 1608) — мать Уильяма Шекспира.

## Биография
Мария родилась около 1536 года в Уилмкоте. Дочь Роберта Ардена, джентльмена-фермера и младшего потомка семьи Арден, известного семейства в Уорикшире. Так, Томас Арден сражался во Второй баронской войне (1264—1267) на стороне Симона де Монфора; Роберт Арден участвовал в Войне Алой и Белой розы, а Джон Арден служил при дворе Генриха VII. Она была младшей из 8 дочерей; тем не менее, когда её отец умер в 1556 году, именно она унаследовала от него земли в Сниттерфилде и Уилмкоте в качестве приданого. Дом остался её мачехе Агнес Хилл. Ричард Шекспир, отец Джона Шекспира, был арендатором земли, принадлежавшей её отцу в Сниттерфилде. Будучи дочерью домовладельца Ричарда, она, возможно, знала Джона с детства. Мария вышла замуж за Джона Шекспира в 1557 году, когда ей было 20 лет. У них было 8 детей: Джоан (1558), Маргарет (1562—1563), Уильям (1564—1616), Гилберт (1566—1612), Джоан (1569—1646), Анна (1571—1579), Ричард (1574—1613).) и Эдмунд (1580—1607). Несмотря на то что Мария родила много детей, некоторые из них умерли в молодом возрасте. Их первая дочь Джоан, родившаяся в 1558 году, умерла; это имя будет дано их третьей дочери. Вторая дочь Маргарет тоже умерла в младенчестве. Некоторые члены семьи Арден придерживались католической веры. Джон умер в 1601 году, а Мария — в сентябре 1608 года.

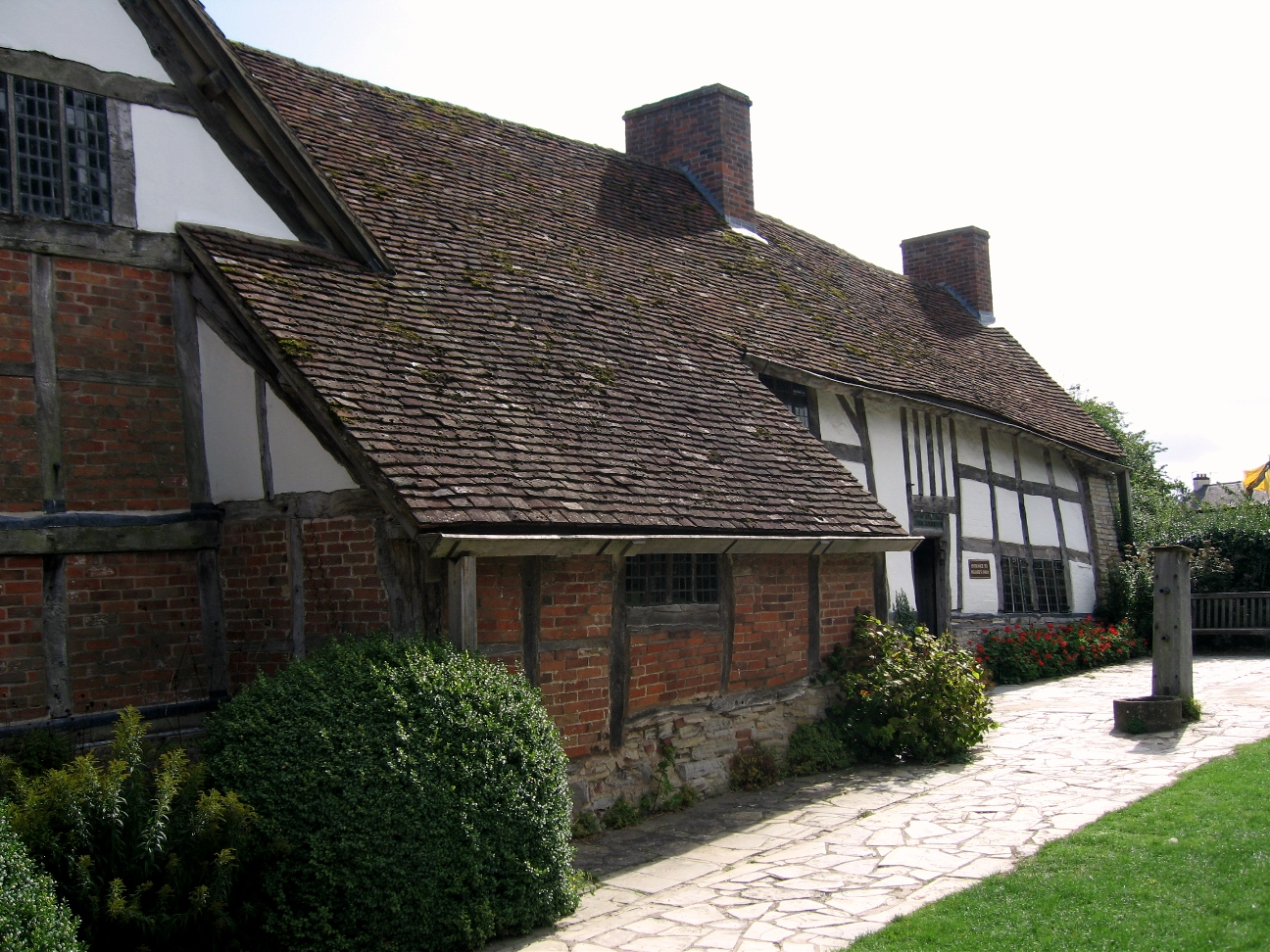
Ферма Палмера (сзади)

Дом Мэри Арден в Уилмкоте содержался в хорошем состоянии как действующий фермерский дом, пока в 1930 году не был куплен Фондом места рождения Шекспира. Его переоборудовали в стиле эпохи Тюдоров. В 2000 году было обнаружено, что здание, сохранившееся как дом Мэри Арден, принадлежало другу и соседу Адаму Палмеру. Соответственно, дом был переименован в Ферму Палмера. Здание, принадлежавшее семье Арден, находившееся недалеко от фермы Палмера, приобрёл Фонд места рождения Шекспира в 1968 году для сохранения в качестве части фермы, хотя они не знали его истинного происхождения. Дом и ферма открыты как исторический музей, демонстрирующий жизнь XVI века.